# Kazimierz Jodzewicz

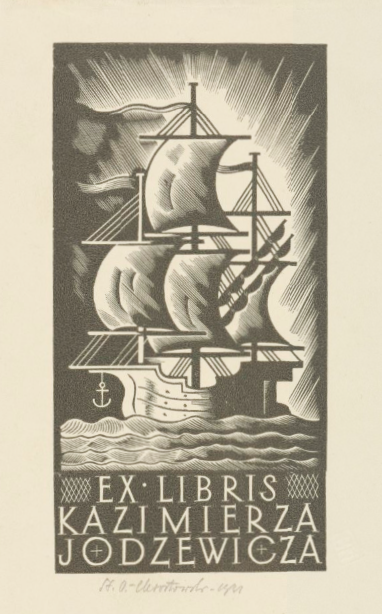
Ekslibris Kazimierza Jodzewicza, aut. Stanisław Ostoja-Chrostowski, 1931

Kazimierz Jodzewicz lub Kazimierz Jodzewicz-Roth (ur. 26 lipca 1900 w Wyłkowyszkach, zm. w latach 80. w Zurychu) – polski malarz i grafik.

## Życiorys
Był synem Kazimierza i Anny z d. Spohr. Miał starszego brata, Jana – prawnika i działacza ruchu narodowego.
W 1918 wraz z bratem ochotniczo wstąpił do Wojska Polskiego, w którym służył do 1920. Brał udział w wojnie polsko-bolszewickiej.
Po odejściu z wojska ukończył Szkołę Sztuk Pięknych w Warszawie. Studiował pod kierunkiem m.in. Władysława Skoczylasa. Należał do Bloku Zawodowych Artystów Plastyków i Spółdzielni Artystów „Ład”. Był także członkiem rzeczywistym Towarzystwa Zachęty Sztuk Pięknych.
Od 1924 prezentował swoje prace na wielu pokazach – zbiorowych i indywidualnych. Uczestniczył w wystawach sztuki organizowanych w Gdyni w ramach „Wieczorów czwartkowych”. Było to przedsięwzięcie kulturalno-artystyczne stworzone i prowadzone przez Zygmunta i Litę Cywińskich oraz Mariana Szyszko‑Bohusza w celu konsolidacji gdyńskiego środowiska intelektualnego tudzież promocji kultury i sztuki. W 90. spotkaniach i 9. wystawach, które odbyły się w latach 1935–1939 wzięli udział m.in. Zofia Nałkowska, Maria Dąbrowska, Melchior Wańkowicz, Tadeusz Boy-Żeleński, Maria Pawlikowska-Jasnorzewska, Magdalena Samozwaniec, Juliusz Kaden-Bandrowski, Maria Kuncewiczowa, Ewa Szelburg-Zarembina, Wojciech Kossak, Zofia Szyszko-Bohusz, Marian Szyszko‑Bohusz i Kazimierz Pręczkowski. Otrzymał szereg nagród konkursowych za prace graficzne m.in. plakat Powszechnej Wystawy Krajowej w 1929.
Politycznie był zwolennikiem myśli narodowej. W 1930 wszedł w skład Akademickiego Narodowego Komitetu Wyborczego wspierającego ugrupowania narodowe. Należał ponadto do Stowarzyszenia Przyjaciół Muzeum Wojska.
W czasie II wojny światowej po kapitulacji Francji znalazł się w Szwajcarii wraz z żołnierzami 2. Dywizji Strzelców Pieszych. Pozostał tam na stałe, osiadając w Zurychu. Nie wrócił do Polski ze względu na objęcie rządów przez prosowiecką władzę ludową. Nigdy nie przyjął obywatelstwa szwajcarskiego, mimo że przez to obniżał sobie poziom życia. Miał status bezpaństwowca, ponieważ nowi zarządcy jego kraju odebrali mu obywatelstwo polskie. Decyzji w sprawie naturalizacji nie zmienił nawet po zaślubieniu Szwajcarki – Anny Roth i przyjęciu jej nazwiska. Na emigracji nadal zawodowo zajmował się sztuką. Współpracował także z Muzeum Polskim w Rapperswilu, dla wydawnictw którego tworzył ilustracje.

## Życie prywatne
Ożenił się w Szwajcarii z Anną Roth – artystka malarką. Małżonkowie byli bezdzietni. Mieszkali w Zurychu.

## Twórczość
Malował portrety, pejzaże i obiekty architektury. Zajmował się również grafiką użytkową, głównie wydawniczą. Sporadycznie tworzył plakaty.

### Malarstwo
- Generał Józef Haller, 1935[6]

### Grafika
- Cykl Miasto

### Ilustracje i opracowania graficzne książek
- Zarys dziejów uzbrojenia w Polsce, aut. Władysław Dziewanowski, wyd. Główna Księgarnia Wojskowa, 1935 – różni ilustratorzy
- Chór wieków, aut. różni, wyd. Księgarnia św. Wojciecha, 1936 – antologia poetycka
- Święty wiąz – Legenda starych kątów (okładka), aut. Wanda Miłaszewska, wyd. Księgarnia św. Wojciecha, 1937
- Książka dla wszystkich, aut. Feliks Korniszewski, wyd. Wszechświatowy Komitet YMCA, Genewa 1943